# Pływanie na Letnich Igrzyskach Olimpijskich 1948 – 400 m stylem dowolnym kobiet
400 m stylem dowolnym kobiet – jedna z konkurencji pływackich rozgrywanych podczas XIV Igrzysk Olimpijskich w Londynie. Eliminacje odbyły się 5 sierpnia, półfinały 6 sierpnia, a finał 7 sierpnia 1948 roku.
Wyścig zwyciężyła Amerykanka Ann Curtis, która w finale ustanowiła nowy rekord olimpijski (5:17,8). Srebro wywalczyła reprezentantka Danii Karen Harup, uzyskując czas 5:21,2. Brąz zdobyła 17-letnia Catherine Gibson z Wielkiej Brytanii.
W eliminacjach, jedna z faworytek w tej konkurencji, Dunka Greta Andersen zemdlała w połowie wyścigu i została uratowana przez zawodników, którzy obserwowali rywalizację z trybun. 
Dzień później, podczas półfinałów Harup czasem 5:25,7 pobiła rekord olimpijski. W finale jej rezultat poprawiła Ann Curtis.

## Rekordy
Przed zawodami rekord świata i rekord olimpijski wyglądały następująco:
| Rekord            | Zawodniczka     | Czas   | Miejsce   | Data             |       |
| ----------------- | --------------- | ------ | --------- | ---------------- | ----- |
| Rekord świata     | Ragnhild Hveger | 5:00,1 | Kopenhaga | 15 września 1940 |       |
| Rekord olimpijski | Rie Mastenbroek | 5:26,4 | Berlin    | 15 sierpnia 1936 | [ 1 ] |

W trakcie zawodów ustanowiono następujące rekordy:
| Data       | Etap konkurencji | Zawodniczka | Czas   | Rekord |
| ---------- | ---------------- | ----------- | ------ | ------ |
| 6 sierpnia | półfinał 1       | Karen Harup | 5:25,7 | OR     |
| 7 sierpnia | finał            | Ann Curtis  | 5:17,8 | OR     |

## Wyniki

### Eliminacje
Do półfinałów zakwalifikowały się cztery najlepsze pływaczki z każdego wyścigu oraz pozostałe cztery zawodniczki z najlepszymi czasami.

#### Wyścig eliminacyjny 1
| Miejsce | Zawodniczka         | Państwo           | Czas   | Uwagi |
| ------- | ------------------- | ----------------- | ------ | ----- |
| 1.      | Karen Harup         | Dania             | 5:31,7 | Q     |
| 2.      | Ann Curtis          | Stany Zjednoczone | 5:32,0 | Q     |
| 3.      | Colette Thomas      | Francja           | 5:32,9 | Q     |
| 4.      | Gisela Thidholm     | Szwecja           | 5:34,5 | Q     |
| 5.      | Margaret Wellington | Wielka Brytania   | 5:40,0 | q     |
| 6.      | Kay McNamee         | Kanada            | 5:58,7 |       |
| 7.      | Enriqueta Duarte    | Argentyna         | 6:14,4 |       |

#### Wyścig eliminacyjny 2
| Miejsce | Zawodniczka       | Państwo           | Czas   | Uwagi |
| ------- | ----------------- | ----------------- | ------ | ----- |
| 1.      | Catherine Gibson  | Wielka Brytania   | 5:26,9 | Q     |
| 2.      | Fernande Caroen   | Belgia            | 5:29,2 | Q     |
| 3.      | Fritze Carstensen | Dania             | 5:29,4 | Q     |
| 4.      | Nancy Lees        | Stany Zjednoczone | 5:29,6 | Q     |
| 5.      | Vivian King       | Kanada            | 5:54,8 | q     |

#### Wyścig eliminacyjny 3
| Miejsce | Zawodniczka              | Państwo           | Czas     | Uwagi |
| ------- | ------------------------ | ----------------- | -------- | ----- |
| 1.      | Brenda Helser            | Stany Zjednoczone | 5:30,0   | Q     |
| 1.      | Piedade Coutinho-Tavares | Brazylia          | 5:30,0   | Q     |
| 3.      | Patricia Nielsen         | Wielka Brytania   | 5:40,4   | Q     |
| 4.      | Denise Spencer           | Australia         | 5:40,9   | Q     |
| 5.      | Magda Bruggemann         | Meksyk            | 5:43,8   | q     |
| 6.      | Eileen Holt              | Argentyna         | 5:44,9   | q     |
| 7. !    | Greta Andersen           | Dania             | 9:99,9 ! | DNF   |

### Półfinały
Do finału zakwalifikowały się trzy najlepsze pływaczki z każdego wyścigu oraz pozostałe dwie zawodniczki z najlepszymi czasami.

#### Półfinał 1
| Miejsce | Zawodniczka              | Państwo           | Czas     | Uwagi |
| ------- | ------------------------ | ----------------- | -------- | ----- |
| 1.      | Karen Harup              | Dania             | 5:25,7   | Q,    |
| 2.      | Fernande Caroen          | Belgia            | 5:26,1   | Q     |
| 3.      | Piedade Coutinho-Tavares | Brazylia          | 5:31,1   | Q     |
| 4.      | Nancy Lees               | Stany Zjednoczone | 5:31,9   | q     |
| 5.      | Patricia Nielsen         | Wielka Brytania   | 5:39,5   |       |
| 6.      | Magda Bruggemann         | Meksyk            | 5:42,4   |       |
| 7.      | Vivian King              | Kanada            | 5:52,7   |       |
| 8. !    | Gisela Thidholm          | Szwecja           | 9:99,9 ! | DNS   |

#### Półfinał 2
| Miejsce | Zawodniczka         | Państwo           | Czas   | Uwagi |
| ------- | ------------------- | ----------------- | ------ | ----- |
| 1.      | Ann Curtis          | Stany Zjednoczone | 5:26,4 | Q     |
| 2.      | Brenda Helser       | Stany Zjednoczone | 5:28,1 | Q     |
| 3.      | Fritze Carstensen   | Dania             | 5:29,5 | Q     |
| 4.      | Catherine Gibson    | Wielka Brytania   | 5:31,0 | q     |
| 5.      | Colette Thomas      | Francja           | 5:35,3 |       |
| 6.      | Denice Spencer      | Australia         | 5:35,6 |       |
| 7.      | Margaret Wellington | Wielka Brytania   | 5:38,2 |       |
| 8.      | Eileen Holt         | Argentyna         | 5:52,4 |       |

### Finał
| Miejsce | Zawodniczka              | Państwo           | Czas   | Uwagi |
| ------- | ------------------------ | ----------------- | ------ | ----- |
| 1. !    | Ann Curtis               | Stany Zjednoczone | 5:17,8 | OR    |
| 2. !    | Karen Harup              | Dania             | 5:21,2 |       |
| 3. !    | Catherine Gibson         | Wielka Brytania   | 5:22,5 |       |
| 4.      | Fernande Caroen          | Belgia            | 5:25,3 |       |
| 5.      | Brenda Helser            | Stany Zjednoczone | 5:26,0 |       |
| 6.      | Piedade Coutinho-Tavares | Brazylia          | 5:29,4 |       |
| 7.      | Fritze Carstensen        | Dania             | 5:29,4 |       |
| 8.      | Nancy Lees               | Stany Zjednoczone | 5:32,9 |       |